# Woodland Heights
Woodland Heights és una concentració de població designada pel cens dels Estats Units a l'estat de Pennsilvània. Segons el cens del 2000 tenia 1.402 habitants.

## Demografia
Segons el cens del 2000, Woodland Heights tenia 1.402 habitants, 588 habitatges, i 402 famílies. La densitat de població era de 328,1 habitants per km².
Dels 588 habitatges en un 33% hi vivien nens de menys de 18 anys, en un 48,8% hi vivien parelles casades, en un 16% dones solteres, i en un 31,6% no eren unitats familiars. En el 27,6% dels habitatges hi vivien persones soles el 12,4% de les quals corresponia a persones de 65 anys o més que vivien soles. El nombre mitjà de persones vivint en cada habitatge era de 2,38 i el nombre mitjà de persones que vivien en cada família era de 2,87.
Per edats la població es repartia de la següent manera: un 26,5% tenia menys de 18 anys, un 9,9% entre 18 i 24, un 25% entre 25 i 44, un 23,3% de 45 a 60 i un 15,3% 65 anys o més.
L'edat mediana era de 37 anys. Per cada 100 dones de 18 o més anys hi havia 77,5 homes.
La renda mediana per habitatge era de 31.875 $ i la renda mediana per família de 36.696 $. Els homes tenien una renda mediana de 30.074 $ mentre que les dones 27.109 $. La renda per capita de la població era de 15.123 $. Entorn del 16,1% de les famílies i el 17,8% de la població estaven per davall del llindar de pobresa.

## Poblacions més properes
El següent diagrama mostra les poblacions més properes.